# أوزغور يسار
أوزغور يسار (بالسويدية: Özgür Yasar؛ بالتركية: Özgür Yasar) هو لاعب كرة قدم تركي وسويدي في مركز الهجوم، ولد في 26 نوفمبر 1981 في السويد. لعب مع نادي إسكلستونا ونادي سيريانسكا ونادي فاسالوندس.

## وصلات خارجية
- أوزغور يسار على موقع اتحاد السويد (السويدية)
- أوزغور يسار على موقع قاعدة بيانات كرة القدم.إي يو (الإنجليزية)